# G2G바이오
주식회사 G2G바이오(영어: G2GBIO)는 대한민국의 바이오 제약 기업이다. 사명인 G2G는 Good to the Globe Biotech Company의 약자이다.

## 역사 및 현황
2017년 3월 22일에 이희용 대표에 의해 설립되었으며, 2024년 기술성 평가에서 A등급을 받으며 상장 요건을 충족했으며, 주관사를 미래에셋증권으로 상장 절차를 진행하였으며, 2025년 8월 14일에 코스닥 시장에 상장된다.

## 사업
InnoLAMP 플랫폼: 약효 지속성을 높이는 미립구 기반의 약물 전달 시스템이다.

## 논란
펩트론이 회사의 원특허에 대해 특허무효심판 청구를 했다.
2025년 특허청은 펩트론의 손으로 들어 ‘비만치료제’ 에 대한 지투지바이오의 특허를 소멸시켰다.